# Martin Fourcade
Martin Fourcade (* 14. September 1988 in Céret) ist ein ehemaliger französischer Biathlet. Er gehört zu den erfolgreichsten Biathleten aller Zeiten. Er wurde 5-mal Olympiasieger, 13-mal Weltmeister und 7-mal Gewinner der Weltcup-Gesamtwertung. Hinzu kommen 15 weitere WM-Medaillen und 2 weitere olympische Medaillen.

## Herkunft, Kindheit und Privatleben
Martin Fourcades Vater war ursprünglich Schwimmlehrer in Perpignan, zog aber dann in die Pyrenäen, um Bergführer zu werden. Von seinen Eltern übernahm Martin die Liebe zur Natur und zu Outdoor-Aktivitäten wie Wandern, Klettern und Mountainbiking.
Fourcade hat zwei Brüder, darunter Simon, der ebenfalls als Biathlet aktiv war. Beide besuchten das Pierre-de-Coubertin-Sportgymnasium in Font-Romeu, später die Gebirgs-Militärschule EMHM in Chamonix und wurden Mitglieder der französischen Armeeauswahl.
Martin Fourcade ist mit der Lehrerin Hélène liiert und lebt in Villard-de-Lans. Aus der Verbindung gingen zwei Töchter (geboren 2015 und 2017) und ein Sohn (geboren 2022) hervor.

## Karriere

### Anfänge und erste Saison im Weltcup
Nach dem Umzug der Familie in den Wintersportort La Llagonne (Département Pyrénées-Orientales), begann Fourcade dem Skilanglauf nachzugehen. Durch seinen Bruder Simon kam er 2002 zum Biathlon. Er startet für den Club Ski Nordique Villard de Lans und wird von Stéphane Bouthiaux trainiert. Seit 2002 gehört er dem französischen Nationalkader an und ab 2006 startete er in internationalen Juniorenwettbewerben. Erster Höhepunkt war die Teilnahme an den Juniorenweltmeisterschaften 2007 in Martell. Fourcade wurde Fünfter im Einzel sowie Neunter in Sprint und Verfolgung. Gekrönt wurden diese Leistungen durch den Gewinn der Bronzemedaille in der Staffel. Weitere gute Ergebnisse folgten ein Jahr später bei den nächsten Weltmeisterschaften in Ruhpolding. Dort wurde er Achter im Einzel, Zehnter in der Verfolgung, Elfter im Sprint und Fünfter mit der französischen Juniorenstaffel. Im Junioren-Europacup erreichte Fourcade bis 2008 vier Podiumsplatzierungen und gewann dabei ein Sprintrennen in Cesana San Sicario. Bei den Sommerbiathlon-Weltmeisterschaften 2008 gewann er in Haute-Maurienne bei den Wettbewerben der Junioren mit den Skirollern Gold im Einzel, wurde Vierter in der Verfolgung und gewann mit der Mixed-Staffel Silber.
Recht erfolgreich verlief Fourcades erster Wettbewerb im Erwachsenenbereich. Bei den Biathlon-Europameisterschaften 2008 in Nové Město na Moravě wurde er 23. im Einzel, 18. im Sprint, Neunter der Verfolgung sowie Achter im Staffelwettbewerb. Sein Debüt im Biathlon-Weltcup gab Fourcade beim Finale der Saison 2007/08 am Holmenkollen in Oslo. Er wurde 61. im Sprint und verpasste eine erstmalige Teilnahme an der Verfolgung nur um einen Platz. Zur Saison 2008/09 wurde Fourcade in den französischen Weltcup-Kader aufgenommen, war aber zu Beginn nur im Biathlon-Europacup aktiv. Beim dritten Weltcup-Event der Saison in Hochfilzen erhielt er seine erste Bewährungschance und gewann als 36. im Einzel erste Weltcuppunkte. Im folgenden Sprintrennen kam er auf Rang zehn. Bis zum Saisonende landete Fourcade bei 13 weiteren Rennen unter den ersten 25 – das beste Ergebnis war dabei ein achter Platz in der Verfolgung bei den Weltmeisterschaften in Pyeongchang. Mit diesen konstanten Leistungen etablierte er sich im französischen Kader und beendete seine erste Weltcupsaison mit 345 Punkten auf Platz 24 – als zweitbester Franzose hinter seinem Bruder Simon.

### Saison 2009/10 – Erste Weltcupsiege und Silbermedaille bei den Olympischen Spielen
In der Saison 2009/10 gelang Fourcade der endgültige Durchbruch in die Weltspitze. Er wurde durchgehend im Weltcup eingesetzt und gehörte zu den Stammläufern der französischen Staffel. Schon beim Saisonauftakt in Östersund lief er mit Platz 7 und 8 in Einzel und Sprint zweimal in die Top Ten und gewann außerdem erstmals ein Staffelrennen. Rechtzeitig vor den Olympischen Winterspielen 2010 in Vancouver steigerte er seine Leistungen weiter und erzielte in den fünf Rennen vor den Spielen immer eine Top-Ten-Platzierung. Die Olympischen Spiele begannen für Fourcade aber im Vergleich eher enttäuschend, da er weder in Sprint (Platz 35), Verfolgung (Platz 34) oder Einzel (Platz 14) eine herausragende Platzierung erreichte. Zum Abschluss der Einzelwettbewerbe feierte er dann aber doch noch seinen größten bisherigen Karriereerfolg, indem er im Massenstart die Silbermedaille gewann. An diese Leistung knüpfte Fourcade nach Olympia weiter an, als er in Kontiolahti im Sprint als Dritter einen Podestplatz errang. In der Verfolgung schaffte er dann den Sprung nach ganz vorne und gewann das erste Weltcuprennen seiner Karriere. Bei der vorletzten Weltcup-Station am Osloer Holmenkollen legte er nach und siegte sowohl im Sprint als auch in der Verfolgung. Durch den Sieg im Jagdrennen verdrängte er in der Disziplinwertung des Verfolgungsweltcups den bis dahin führenden Simon Eder noch vom ersten Platz und sicherte sich die kleine Kristallkugel mit nur einem Punkt Vorsprung vor dem Österreicher. Im Gesamtweltcup erreichte er mit seinen drei Saisonsiegen und insgesamt fünf Podestplätzen 719 Punkte und damit Platz 5 in der Endabrechnung.

### Saison 2010/11 – Erster Weltmeistertitel
In der Saison 2010/11 machte Martin Fourcade einen weiteren Schritt nach vorne. Zum Saisonauftakt in Östersund fuhr der Franzose zwei dritte Plätze in Einzel und Sprint ein. Bis zu den Weltmeisterschaften in Chanty-Mansijsk folgten sieben weitere Podestplätze, darunter auch seine ersten beiden Siege im Massenstart. Bei den Weltmeisterschaften wurde Fourcade zu einem der bestimmenden Athleten und gewann insgesamt drei Medaillen. Eine Silbermedaille im Sprint und ein dritter Platz in der Mixed-Staffel wurden dabei von der ersten Goldmedaille seiner Karriere in der Verfolgung gekrönt. Zum Abschluss der Saison erreichte er noch einen weiteren Podestplatz beim Weltcupfinale in Oslo und erhöhte damit seine Ausbeute an Podiumsplätze in dieser Saison auf 12. Hinter Tarjei Bø und Emil Hegle Svendsen reichte dies mit 990 Punkten zum dritten Platz im Gesamtweltcup in seiner zweiten vollen Saison.

### Saison 2011/12 – Erfolg im Gesamtweltcup und drei Goldmedaillen
Seine bis dahin beste Saison erlebte Martin Fourcade 2011/12. Gleich zum Saisonauftakt in Östersund sicherte er sich zwei Siege in drei Rennen und übernahm somit auch das gelbe Trikot des Führenden im Gesamtweltcup. Im Laufe der Saison lieferte sich Fourcade einen Zweikampf mit dem Norweger Emil Hegle Svendsen um die Führung im Gesamtklassement. Nach dem Jahreswechsel musste Fourcade in Oberhof ein Rennen auslassen und verlor somit auch die Führung an Svendsen. Mit guten Ergebnissen bei den folgenden Weltcuprennen eroberte er das gelbe Trikot zurück und startete als einer der Mitfavoriten bei den Weltmeisterschaften 2012 in Ruhpolding, wo er jedoch zum Auftakt als Schlussläufer der Mixed-Staffel keine Medaille gewann. Zu Beginn der Einzelrennen gelang ihm der Sieg im Sprint vor seinem Dauerrivalen Svendsen. Somit ging er als Erster ins anschließende Verfolgungsrennen und gewann auch dort, diesmal vor dem Schweden Carl Johan Bergman, die Goldmedaille, nachdem er ihn auf der Schlussrunde hatte abhängen können. Im Einzelrennen landete Fourcade nur auf dem 25. Rang. In der darauffolgenden Staffel ging Fourcade in Führung liegend als Schlussläufer an den Start. Es kam erneut zum direkten Duell mit Emil Hegle Svendsen. Beim letzten Schießen musste er dreimal nachladen, während Svendsen ohne Fehlschuss blieb, für die norwegische Staffel die Führung übernahm und diese bis zum Ende vor Fourcade verteidigte. Beim abschließenden Massenstartrennen war Martin Fourcade trotz zweier Schießfehler zum dritten Mal bei den Titelkämpfen erfolgreich, nachdem er sich auf der Schlussrunde gegen den fehlerfrei gebliebenen Schweden Björn Ferry durchgesetzt hatte. Mit drei Gold- und einer Silbermedaille war er der erfolgreichste Athlet der Titelkämpfe. Zudem baute er die Führung im Gesamtklassement aus, da die Weltmeisterschaften auch für die Weltcupwertung mitzählten. Beim Saisonfinale im russischen Chanty-Mansijsk sicherte sich Fourcade mit zwei Siegen bereits frühzeitig den Sieg in der Gesamtwertung und entschied zugleich auch Sprint- und Verfolgungsweltcup für sich. Nach Patrice Bailly-Salins sowie dem vierfachen Sieger Raphaël Poirée ist Fourcade damit der dritte Franzose, der den Sieg im Gesamtweltcup erreichte.

### Saison 2012/13 – Rekordsaison und zweiter Gewinn des Gesamtweltcups
Die Saison 2012/13 begann für Fourcade mit zwei Siegen (im Einzel und in der Verfolgung) beim Weltcupauftakt in Östersund. Bis zum Jahresende holte er vier weitere Podestplätze in fünf Wettbewerben bei den Weltcups in Hochfilzen und Pokljuka und ging mit der Führung im Gesamtweltcup in das Jahr 2013. Dieses begann für Fourcade mit einer Schulterverletzung, die er sich bei der World Team Challenge zugezogen hatte. Aufgrund dieser Verletzung nahm er an den Rennen in Oberhof nur bedingt teil und erreichte keine Top-10-Plätze. Zurück auf die Siegesspur fand Fourcade eine Woche später beim Weltcup in Ruhpolding, wo er sowohl in Sprint und Massenstart als auch mit der Mannschaft in der Staffel erfolgreich war. Die Weltmeisterschaften in Nové Město na Moravě startete für Fourcade mit einer Silbermedaille in der Mixed-Staffel. Zwei Tage später freute er sich erneut über eine Silbermedaille, welche er im Sprint gewann. Bei der darauffolgenden Verfolgung erreichte er erneut den zweiten Rang, wobei er sich wie schon im Sprint dem Norweger Emil Hegle Svendsen denkbar knapp geschlagen geben musste. Wenige Tage später errang Fourcade seinen ersten Titel dieser Weltmeisterschaften durch einen Sieg im Einzel, womit er in seiner Karriere nun mindestens eine WM-Goldmedaille in allen vier Individualdisziplinen gewann. In der Herrenstaffel errang Fourcade mit seinen Teamkollegen erneut eine Silbermedaille. Im Massenstart, als letztem Event der Weltmeisterschaften, gewann Fourcade erstmals keine Medaille. Insgesamt war Fourcade der fünfterfolgreichste Biathlet der Weltmeisterschaften und der erfolgreichste Nichtnorweger.
Eine Woche nach den Weltmeisterschaften folgte der Weltcup am Holmenkollen in Oslo. Im Sprint musste Fourcade sich dem Norweger Tarjei Bø knapp geschlagen geben, in der darauffolgenden Verfolgung sicherte er sich seinen 20. Weltcupsieg und vorzeitig die kleine Kugel des Verfolgungsweltcups. Beim abschließenden Massenstart erreichte er den zweiten Platz und baute seinen Vorsprung im Gesamtweltcup weiter aus. Bei der Olympiaprobe in Sotschi gewann Fourcade das Einzelrennen und sicherte sich, vier Rennen vor Saisonende, die Gesamtweltcupwertung sowie auch zum ersten Mal in seiner Karriere die Disziplinenwertung im Einzel. Beim Weltcupfinale in Chanty-Mansijsk gewann er den Sprint und erreichte im folgenden Verfolgungswettkampf den dritten Platz hinter dem Österreicher Christoph Sumann und seinem Bruder Simon. Im letzten Wettbewerb der Saison, dem Massenstart, sicherte sich Fourcade den insgesamt zehnten Saisonsieg. Mit diesem Erfolg gewann er auch die Kristallkugel im Massenstart-Weltcup und ist damit neben seinem Landsmann Raphaël Poirée (Saison 2003/04) sowie dem Norweger Johannes Thingnes Bø (Saison 2018/19) der einzige Athlet, der in einer Saison alle kleinen Kristallkugeln für die vier Disziplinenwertungen, sowie die große Kristallkugel für den Gesamtweltcup gewann. Außerdem stellte der Franzose mit insgesamt 1.248 Punkten einen neuen Punkterekord im Weltcup auf und verbesserte damit die Marke von 1.110 Punkten des Norwegers Tarjei Bø aus der Saison 2010/11. Ebenfalls ein neuer Rekord sind die 19 Podestplätze, die Fourcade bei insgesamt 26 Wettbewerben erreichte.

### Saison 2013/14 – Zweifacher Olympiasieg und dritter Gewinn des Gesamtweltcups

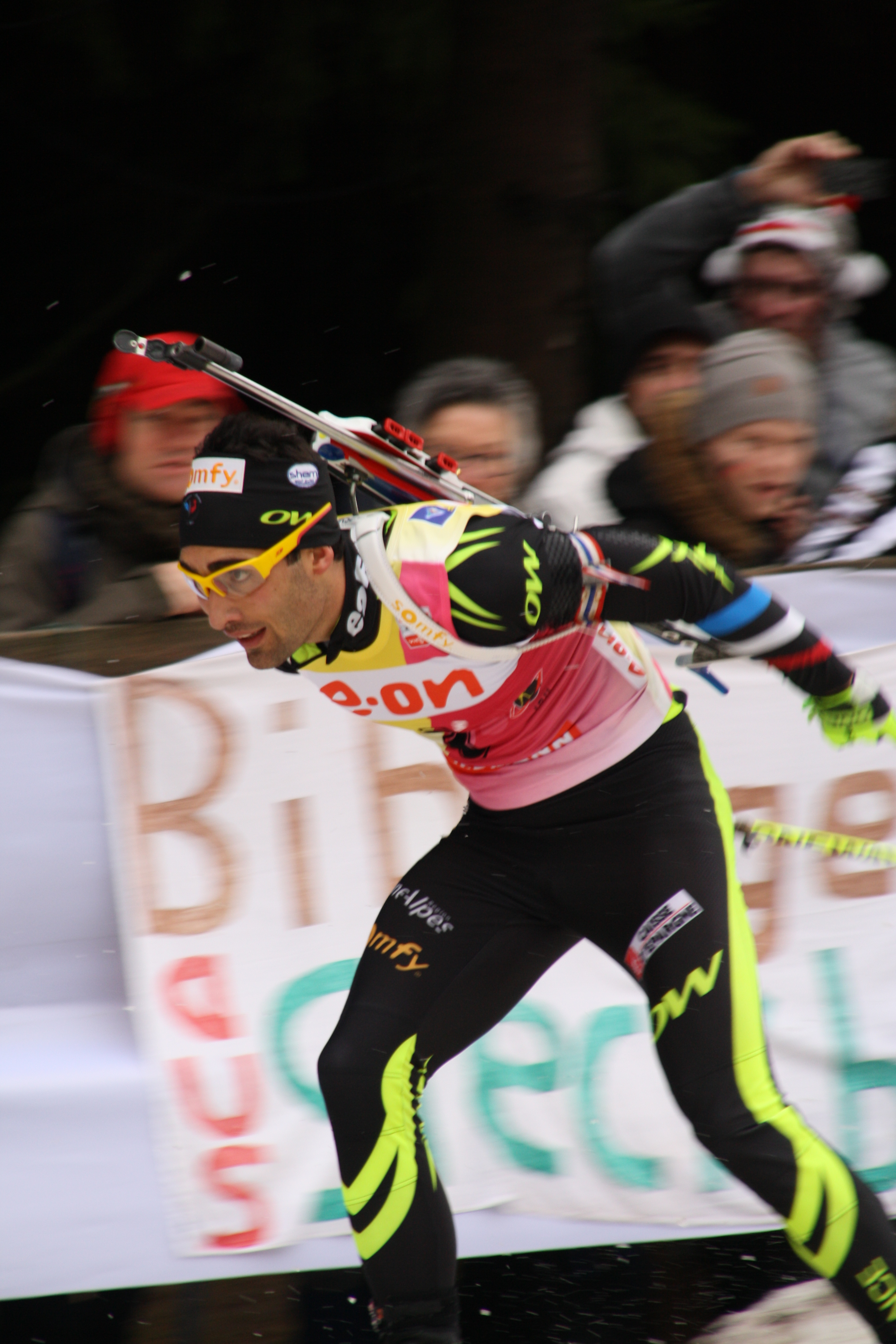
Martin Fourcade, Biathlon-Weltcup Oberhof 2014 – Verfolgung der Männer

Zu Beginn der Saison 2013/14 übernahm Fourcade mit Siegen in Einzel und Sprint in Östersund gleich wieder die Gesamtführung im Weltcup. Auch beim nachfolgenden Event in Hochfilzen gewann Fourcade ein Rennen. Seine Serie von 13 Podiumsplätzen in Folge endete schließlich beim dritten Weltcup-Event in Annecy-Le Grand Bornand, wo er in der Verfolgung nur den 17. Platz belegte. In Oberhof gewann er nach zwei dritten Plätzen mit dem Massenstart sein viertes Weltcup-Rennen der Saison. Zugunsten der Olympiavorbereitung verzichtete Fourcade auf die Rennen in Ruhpolding, wodurch er auch kampflos die Disziplinenwertung im Einzel, die in dieser Saison in nur zwei Rennen entschieden wurde, an den Norweger Svendsen abgeben musste. Nach der Pause kehrte er in Antholz in den Weltcup zurück. Dort reichte es in Sprint und Verfolgung aber nur für die Plätze 5 und 9. Bei den Olympischen Spielen in Sotschi erzielte Fourcade im ersten Wettbewerb, dem Sprint, nur den sechsten Platz. Im Verfolgungsrennen holte er diesen Rückstand aber auf und gewann seine erste olympische Goldmedaille. Drei Tage nach diesem Erfolg gewann Fourcade auch die Goldmedaille im Einzelrennen. Im Massenstart musste sich Fourcade im Zielsprint dem Norweger Svendsen geschlagen geben, gewann aber seine dritte Medaille in Sotschi. Gemeinsam mit Ole Einar Bjørndalen ist Fourcade damit der einzige Biathlet, der bei den gleichen Olympischen Spielen drei Medaillen in Individualdisziplinen gewann. Bjørndalen war dies zuvor 2002 in Salt Lake City und 2006 in Turin gelungen.
Im ersten Weltcup nach den Olympischen Spielen erreichte Fourcade in Pokljuka jeweils den siebten Platz in Sprint und Verfolgung. Damit zementierte er seine Führung im Gesamtweltcup und übernahm auch die Führung im Verfolgungsweltcup. Im abschließenden Massenstart wurde er hinter dem Schweden Björn Ferry Zweiter. Beim vorletzten Weltcup-Event in Kontiolahti, erreichte Fourcade zwei weitere zweite Plätze in Sprint und Verfolgung. Dadurch gewann er nicht nur erneut die Sprint-Gesamtwertung, sondern auch zum dritten Mal in Folge den Gesamt-Weltcup. Zuvor war dies nur Frank Ullrich (1980–1982) und Fourcades Landsmann Raphaël Poirée (2000–2002) gelungen. Beim Weltcupfinale in Oslo sicherte sich Fourcade durch einen fünften Platz in der Verfolgung zum vierten Mal in seiner Karriere die kleine Kristallkugel für den Verfolgungsweltcup. Im abschließenden Massenstart feierte er seinen fünften Saisonerfolg im Weltcup und gewann auch die Gesamtwertung in dieser Disziplin. Durch den Gewinn seiner insgesamt zehnten kleinen Kristallkugel zog Fourcade mit seinem Landsmann Poirée gleich. Einzig Ole Einar Bjørndalen war mit insgesamt 20 kleinen Kristallkugeln erfolgreicher.

### Saison 2014/15 – Vierter Gewinn des Gesamtweltcups
Die Saison 2014/15 begann für Fourcade mit einer Enttäuschung – in Östersund beendete er erstmals seit fast vier Jahren ein Rennen außerhalb der Punkteränge. Die nachfolgenden Sprint- und Verfolgungswettbewerbe entschied er aber für sich. Beim nächsten Weltcup-Event in Hochfilzen gewann er die Verfolgung und übernahm damit erstmals in dieser Saison die Führung im Gesamtweltcup. Nach dem Jahreswechsel zementierte er diese Führung beim Weltcup-Event in Oberhof weiter – in Sprint und Massenstart feierte er seine Saisonsiege vier und fünf. Die folgenden Weltcup-Events verliefen für Fourcade eher durchwachsen. In Ruhpolding reichte es in zwei Rennen nicht für eine Platzierung unter den besten 20 und in Antholz war das beste Resultat ein fünfter Platz in der Verfolgung (nach Platz 25 im Sprint).
In Nové Město gelang Fourcade nach fünf Rennen ohne Topresultat wieder der Sprung auf das Podium mit Platz 3 in der Verfolgung. Vor dem achten Weltcup-Event der Saison war seine Führung im Gesamtweltcup auf nur noch sechs Punkte auf den Deutschen Simon Schempp zusammengeschmolzen. Doch in Oslo fand Fourcade zurück in die Erfolgsspur und gewann im Einzel sein sechstes Saisonrennen. Beim nachfolgenden Sprintrennen erreichte er den zweiten Platz und baute damit seine Führung im Weltcup vor den Weltmeisterschaften wieder auf mehr als 70 Punkte aus. Bei den Weltmeisterschaften in Kontiolahti gewann Fourcade drei Medaillen, zwei davon mit der französischen Mannschaft (Silber im Mixed, Bronze in der Staffel). In den Einzelwettbewerben war er zu Beginn weniger erfolgreich, verteidigte dann aber seinen Titel in der Einzeldisziplin erfolgreich. Fourcade wurde damit zum erst dritten Biathleten (neben Ole Einar Bjørndalen und Frank Ullrich), der bei vier Weltmeisterschaften in Folge mindestens eine Goldmedaille in Einzeldisziplinen gewann. Zu Beginn des Weltcupfinals in Chanty-Mansijsk gewann er den Sprintwettbewerb. Durch seinen insgesamt achten Saisonsieg sicherte er sich zum vierten Mal in Folge den Gewinn der kleinen Kristallkugel für die Sprintgesamtwertung. Im nachfolgenden Verfolgungswettbewerb reichte Fourcade ein vierter Platz um nicht nur erneut den Verfolgungsweltcup für sich zu entscheiden, sondern auch zum vierten Mal in Folge im Gesamtweltcup zu triumphieren.

### Saison 2015/16 – Vier Goldmedaillen und fünfter Gewinn des Gesamtweltcups
Vor Beginn der neuen Biathlonsaison nahm Fourcade erstmals an einem Weltcup-Rennen im Skilanglauf teil. Dabei erreichte er aber nur den 95. Platz. Beim nachfolgenden Freistil-Rennen erzielte er die 22. Position und gewann damit seine ersten Weltcup-Punkte im Langlauf. Rechtzeitig zum Auftakt der Saison 2015/16 kehrte Fourcade zu seiner Stammdisziplin zurück. In Östersund gewann er, wie schon in den Vorjahren, zwei Rennen (Sprint und Verfolgung) und eroberte damit bereits nach einem Weltcup-Event wieder das gelbe Trikot des Führenden im Gesamtweltcup. Beim zweiten Weltcup in Hochfilzen baute er diese Führung durch einen zweiten Platz im Sprint und seinen dritten Saisonsieg in der Verfolgung weiter aus. Der Erfolg in der Verfolgung war der 40. Weltcup-Sieg für Fourcade. Nur Ole Einar Bjørndalen (94) und Raphaël Poirée (44) gewannen mehr Einzelrennen in ihrer Karriere. Beim letzten Event des Jahres in Pokljuka gelang Fourcade nur ein Podestplatz in drei Rennen.
Deutlich verbessert zeigte sich der Franzose nach dem Jahreswechsel, indem er in Ruhpolding neben zwei Siegen in Massenstart und Einzel noch zwei weitere zweite Plätze und einen vierten Platz erreichte. Dadurch baute er seinen Vorsprung im Gesamtweltcup auf nahezu 200 Punkte aus. Das nächste Weltcup-Event in Antholz startete für Fourcade zwar mit dem bislang schlechtesten Saisonergebnis (Platz 28 im Sprint), er verbesserte sich in der Verfolgung aber auf den 4. Platz. Auch bei den nordamerikanischen Rennen in Canmore und Presque Isle blieb er in der Erfolgsspur. Durch seine Saisonsiege sechs und sieben erhöhte er seine Anzahl an Erfolgen auf 44 und zog mit seinem Landsmann Raphaël Poirée gleich.
Die Weltmeisterschaften 2016 in Oslo wurden zu den erfolgreichsten Titelkämpfen in der bisherigen Karriere von Fourcade. Gleich zum Start sicherte er sich mit der französischen Mixed-Staffel den Titel. Es war seine erste Goldmedaille in einer Mannschaftsdisziplin. Die nachfolgenden Einzelwettkämpfe dominierte Fourcade: so gewann er hintereinander die Goldmedaille in Sprint, Verfolgung und Einzel. Einzig im Massenstart musste er sich denkbar knapp dem Norweger Johannes Thingnes Bø geschlagen geben und gewann Silber. Mit vier Goldmedaillen und einer Silbermedaille waren es die erfolgreichsten Weltmeisterschaften, die je ein Biathlet bestritten hat. Nur Tora Berger war bei den Damen 2013 mit viermal Gold und zweimal Silber erfolgreicher. Durch die Erfolge in den Einzelrennen zog Fourcade mit Frank Ullrich gleich, der als erster und bis dato einziger Biathlet bei fünf aufeinanderfolgenden Weltmeisterschaften immer mindestens eine Goldmedaille in Einzelrennen gewonnen hatte. Mit insgesamt neun Weltmeistertiteln in Einzelrennen liegt Fourcade nun nur noch hinter Ole Einar Bjørndalen, der in seiner Karriere 11 Goldmedaillen in Einzelrennen gewann.
Durch die erfolgreichen Weltmeisterschaften sicherte sich Fourcade auch vorab den Gewinn im Gesamtweltcup – zum fünften Mal in Folge. Außerdem gelang es Fourcade, wie schon in der Saison 2012/13, alle vier Disziplinenwertungen für sich zu entscheiden. Der insgesamt sechste Erfolg im Verfolgungsweltcup ist dabei auch ein neuer Rekord.

### Saison 2016/17 – 14 Saisonsiege und sechster Gewinn des Gesamtweltcups
Fourcade startete erfolgreich in die Biathlon-Saison 2016/17. Wie schon in den fünf Jahren zuvor gelangen dem Franzosen gleich zwei Rennerfolge beim Weltcupauftakt in Östersund. Diese Erfolgsbilanz setzte sich beim zweiten Weltcupevent der Saison auf der Pokljuka fort, wo Fourcade mit Sprint und Verfolgung zwei weitere Rennen gewann. Der Sieg im Sprintrennen war dabei der 50. Weltcupsieg in seiner Laufbahn. Zudem gewann Fourcade, zusammen mit seinen französischen Mannschaftskollegen, das erste Staffelrennen der Saison. Es war der erste Staffelerfolg für Frankreich seit Januar 2014.

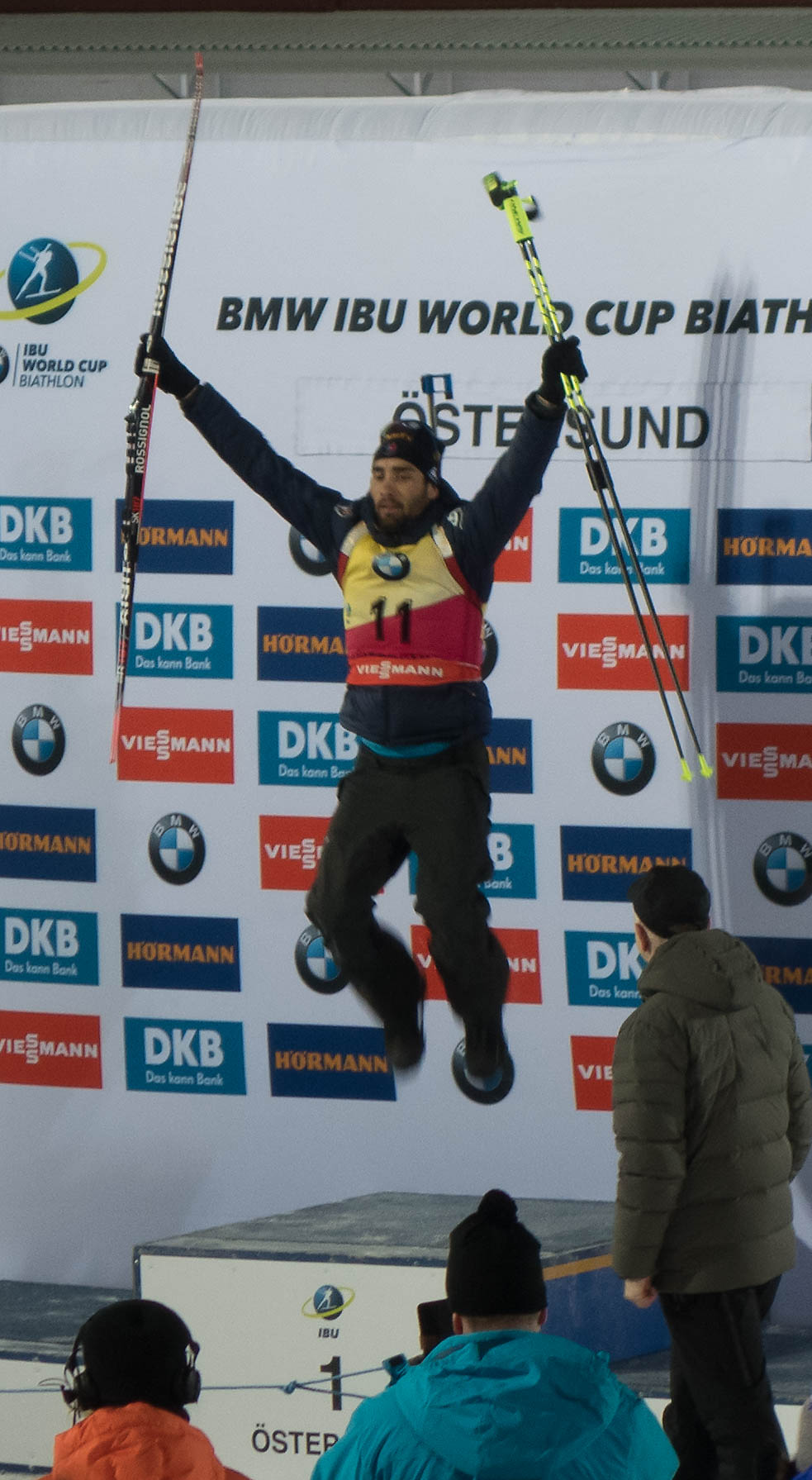
Martin Fourcade nach seinem Sieg im Sprint von Östersund

Auch beim dritten Weltcupevent der Saison in Nové Město na Moravě dominierte Fourcade weiter. So gewann er neben Sprint und Verfolgung auch das erste Massenstartrennen der Saison und erhöhte die Anzahl seiner Saisonsiege auf sieben. Nach dem letzten Rennen des Jahres 2016 ging Fourcade mit einem Vorsprung von rund 160 Punkten auf Anton Schipulin und Johannes Thingnes Bø in den Jahreswechsel. Mit fünf Siegen in Serie stellte er zudem den Rekord der längsten Siegesserie innerhalb einer Saison ein, was zuvor Ole Einar Bjørndalen zweimal (2004/05 sowie 2006/07) gelungen war. Saisonübergreifend hält der Norweger aber weiterhin mit acht Siegen in Serie im Jahr 2006 den Rekord.
Nach dem Jahreswechsel erzielte Fourcade mit dem achten Platz im Sprint von Oberhof sein bis dahin schlechtestes Saisonresultat. Beim nachfolgenden Verfolgungsrennen gelang ihm aber die erfolgreiche Aufholjagd zu seinem 55. Weltcuperfolg. Das abschließende Massenstartrennen in Oberhof beendete Fourcade auf dem dritten Platz, der insgesamt 100. Podiumsplatzierung in seiner Karriere. Bei der fünften Weltcupstation in Ruhpolding gewann Fourcade seine Saisonrennen neun und zehn, wodurch er seine persönliche Bestleistung aus den Saisons 2012/13 und 2015/16 schon nach 13 von 26 Saisonrennen einstellte. Beim sechsten Event der Saison in Antholz gewann Fourcade erstmals kein Rennen, erreichte mit Platz 2 (Einzel) und Platz 5 (Massenstart) dennoch weitere Spitzenplatzierungen. So startete er mit einem Vorsprung von mehr als 250 Punkten im Gesamtweltcup auf Anton Schipulin in die Weltmeisterschaften.
Bei den Weltmeisterschaften 2017 in Hochfilzen gewann Fourcade fünf Medaillen. Durch die erfolgreiche Titelverteidigung in der Verfolgung wurde er zum ersten Biathleten der bei sechs aufeinanderfolgenden Weltmeisterschaften immer mindestens eine Goldmedaille in Einzelwettbewerben gewann. Es blieb allerdings die einzige Goldmedaille für Fourcade in Hochfilzen, der in Einzel und Sprint noch zweimal den dritten Platz belegte und in beiden Teamwettbewerben die Silbermedaille gewann. Beim ersten Weltcupevent nach den Weltmeisterschaften in Pyeongchang sicherte er sich durch einen dritten Platz im Sprint vorzeitig den Gewinn des Gesamtweltcups – zum sechsten Mal in Folge. Dadurch stellte er die bisherige Bestmarke von Ole Einar Bjørndalen ein. Einen weiteren Rekord des Norwegers egalisierte Fourcade beim anschließenden Verfolgungsrennen. Durch seinen insgesamt 12. Saisonsieg erreichte er die gleiche Anzahl an Erfolgen, die Bjørndalen in der Saison 2004/05 erzielt hatte.
Bereits beim nächsten Event in Kontiolahti stellte Fourcade mit seinem 13. Saisonsieg im Sprint eine neue Bestmarke auf. Sein insgesamt 60. Weltcupsieg sicherte ihm zudem vorzeitig den sechsten Gewinn der Sprintwertung. Einen Tag später gewann er außerdem zum siebten Mal den Verfolgungsweltcup, obwohl er nach vier Schießfehlern noch auf den fünften Platz abrutschte. Beim abschließenden Weltcup-Event in Oslo gewann Fourcade nach zweiten Plätzen in Sprint und Verfolgung sein 14. Saisonrennen im Massenstart. Durch den Sieg verdrängte er den Deutschen Simon Schempp noch vom ersten Platz in der Disziplinenwertung. So gewann Fourcade, wie schon in der Vorsaison und zum insgesamt dritten Mal in seiner Karriere, alle vier Disziplinenwertungen und den Gesamtweltcup in einer Saison. Mit insgesamt 20 kleinen Kristallkugeln für Disziplinenwertungen schloss er außerdem zur Bestmarke von Ole Einar Bjørndalen auf. Mit 1322 Weltcuppunkten und 22 Podestplätzen verbesserte Fourcade zudem auch seine eigenen Rekorde aus der Saison 2012/13.

### Saison 2017/18 – Siebter Gewinn des Gesamtweltcups im Zweikampf mit Johannes Thingnes Bø
Erstmals seit dem Jahr 2010 musste sich Fourcade zum Auftakt der Saison 2017/18 mit nur einem Erfolg bei den Wettbewerben in Östersund zufriedengeben. Nach Platz 3 in Einzel und Platz 2 in Sprint, lief er in der Verfolgung zu seinem ersten Saisonsieg. Bei den nächsten Wettbewerben entwickelte sich zwischen Fourcade und dem Norweger Johannes Thingnes Bø ein enger Zweikampf um die Topplatzierungen. So gewann Bø beim zweiten Weltcupevent in Hochfilzen beide Wettbewerbe, während Fourcade die Positionen 2 und 3 erreichte. Auch beim dritten Event in Annecy lag zunächst Bø vorne. Im letzten Wettbewerb in seinem Heimatland gelang es Fourcade aber die Siegesserie des Norwegers zu brechen. So festigte er mit dem Sieg im ersten Massenstart der Saison auch wieder seine Führung im Gesamt-Weltcup, in der Bø bis auf wenige Zähler aufgeschlossen hatte.
Nach dem Jahreswechsel folgten die nächsten Erfolgserlebnisse für Fourcade, der beide Wettbewerbe in Oberhof für sich entschied. Durch zehn Podestplätze in den ersten zehn Saisonrennen erhöhte er seine Podestserie und stellte mit 13 Podestplätzen eine neue persönliche Bestleistung auf. An diese Leistungen knüpfte Fourcade beim nächsten Weltcup-Event in Ruhpolding nahtlos an. Im zweiten und bereits letzten Saisonrennen in der Einzeldisziplin sicherte er sich seinen fünften Saisonsieg. So schloss er im Disziplinenweltcup noch auf zu Johannes Thingnes Bø und gewann zusammen mit dem Norweger die kleine Kristallkugel. Sowohl mit seiner insgesamt 21. kleinen Kristallkugel für Disziplinenwertungen, als auch mit dem vierten Gewinn der Einzelwertung, stellte Fourcade dabei neue Rekorde im Biathlon-Weltcup auf. Im nächsten Wettbewerb hatte er dann aber wieder das Nachsehen hinter Bø, der sich den Sieg im Massenstart sicherte.
Beim letzten Weltcup-Event vor den Olympischen Winterspielen 2018 stand Fourcade zunächst erneut im Schatten von Johannes Thingnes Bø. Der Norweger gewann in Antholz sowohl Sprint als auch Verfolgung mit deutlichem Vorsprung vor Fourcade, der jeweils als Zweiter ins Ziel kam. Im dritten Wettbewerb des Events gelang ihm allerdings die erneute Antwort mit seinem sechsten Saisonsieg im Massenstart. Da Bø erstmals seit elf Rennen mit Platz 6 das Podium verfehlte, baute Fourcade zudem seinen Vorsprung im Gesamtweltcup wieder auf rund 50 Punkte aus.
Zum Auftakt der Olympischen Winterspiele im Sprintrennen reichte es für Fourcade mit drei Schießfehlern nur zu Platz 8, seinem bisher schlechtesten Saisonergebnis. Am nächsten Tag gelang ihm im Verfolgungsrennen aber die erfolgreiche Aufholjagd zu seiner dritten olympischen Goldmedaille. Beim nächsten Wettbewerb, im Einzelrennen, verpasste er durch zwei Fehler bei der letzten Schießeinlage die mögliche Titelverteidigung und landete auf Position 5. Im Massenstart, dem letzten Einzelrennen der Wettbewerbe, gelang Fourcade dann der Gewinn der Goldmedaille, nachdem er sich 2010 in Vancouver und 2014 in Sotschi jeweils mit der Silbermedaille in dieser Disziplin begnügen musste. Dabei setzte sich Fourcade in einem knappen Zielsprint vor Simon Schempp durch. Auch in die Mannschaftswettbewerbe in Pyeongchang startete er erfolgreich und sicherte der französischen Mannschaft die Goldmedaille in der Mixed-Staffel, seiner ersten Mannschaftsmedaille bei Olympischen Spielen. Fourcade beendete schließlich die olympischen Wettbewerbe mit einem fünften Platz in der Herrenstaffel und mit drei Goldmedaillen als einer der erfolgreichsten Teilnehmer.
Das erste Rennen nach den Olympischen Spielen verpasste Fourcade aufgrund einer Magen-Darm-Verstimmung, es war sein erster Rennverzicht in einem Einzelrennen seit nahezu zwei Jahren. Auch auf die Mixed-Wettbewerbe in Kontiolahti verzichtete er, erreichte dann aber den zweiten Platz beim abschließenden Massenstart-Rennen. Da Fourcades großer Rivale Bø nur den 19. Platz belegte, baute er seinen Vorsprung im Gesamtweltcup wieder auf mehr als 40 Punkte aus, nachdem dieser aufgrund des verpassten Sprintrennens auf nur wenige Zähler zusammengeschrumpft war. Bei der vorletzten Saisonstation in Oslo verteidigte Fourcade diesen Vorsprung erfolgreich, indem er zunächst den dritten Platz im Sprintrennen belegte und im Anschluss zu seinem siebten Saisonsieg in der Verfolgung lief.
Mit einem Vorsprung von 49 Punkten auf Bø im Gesamtweltcup startete Fourcade in die letzten Saisonrennen in Tjumen. Gleich zum Auftakt gelang ihm im Sprintrennen der achte Saisonsieg. Da Johannes Thingnes Bø nur den 14. Platz belegte, reichte dieser Sieg Fourcade zum vorzeitigen Gewinn des Gesamtweltcups. Mit seinem siebten Erfolg in dieser Wertung stellte der Franzose einen neuen Rekord auf. Mit einem knappen Vorsprung von nur zwei Punkten sicherte sich Fourcade zudem auch seinen siebten Erfolg im Sprintweltcup, den Bø bis dahin lange deutlich angeführt hatte. Zwei Tage später verteidigte Fourcade souverän seinen Vorsprung im Verfolgungsrennen und sicherte sich mit seinem 70. Weltcupsieg auch den achten Erfolg im Verfolgungsweltcup. Im abschließenden Massenstart-Rennen verpasste Fourcade mit Platz 19 erstmals seit 22 Weltcup-Rennen wieder das Podium und erstmals seit 46 Rennen eine Top-Ten-Platzierung. Dennoch reichte ihm das Ergebnis zum fünften Gewinn des Massenstart-Weltcups. Damit gewann Fourcade im dritten Jahr in Folge neben dem Gesamtweltcup auch alle vier Disziplinenwertungen.

### Saison 2018/19 – Formschwäche und Erfolglosigkeit
Nach der olympischen Saison wechselte der bisherige französische Cheftrainer Stéphane Bouthiaux nach elf Jahren in dieser Funktion auf die Position des Sportdirektors und wurde durch Vincent Vittoz ersetzt. Zudem wurde der Italiener Patrick Favre neuer Schießtrainer der Herrenmannschaft.
Auch mit dem neuen Betreuerteam war Martin Fourcade zunächst erfolgreich und gewann zu Beginn der neuen Saison auf der Pokljuka sowohl mit der Mixed-Staffel als auch den Einzelwettkampf. Bereits am nächsten Tag erreichte er jedoch im Sprint mit einem Schießfehler nur den 24. Platz, was sein schlechtestes Weltcup-Ergebnis seit über zwei Jahren bedeutete. Die anschließende Verfolgung gab er auf Platz 27 liegend vor der letzten Runde auf. Bei der nächsten Station in Hochfilzen musste er sich dann beim Sprint nur Johannes Thingnes Bø geschlagen geben, konnte aber das Jagdrennen mit fehlerfreiem Schießen gewinnen. Im Sprintrennen von Nové Město na Moravě kehrten allerdings die Probleme wieder zurück und Fourcade erreichte mit 4 Schießfehlern den 43. Platz, womit er zum ersten Mal seit 2014 die Punkteränge verpasste. Anschließend kämpfte er sich in der Verfolgung ohne Fehler und mit der besten isolierten Zeit auf den fünften Platz vor.
Im Januar 2019 stabilisierte Martin Fourcade sich dann in der Top 5, ohne aber Podiumsplätze in Einzelrennen zu erreichen. Zudem konnte er weiterhin nicht an seine Langlaufzeiten der vergangenen Jahre anknüpfen, sodass er in den Sprints von Ruhpolding und Antholz trotz fehlerfreier Schießleistung jeweils nur Vierter wurde. Dennoch war er nach den ersten sechs Stationen hinter Bø Zweiter in der Gesamtwertung des Weltcups, entschied sich dann aber, die Nordamerika-Weltcups in Canmore und Soldier Hollow auszulassen. Stattdessen bereitete er sich mit seinen ehemaligen Trainern Bouthiaux und Franck Badiou in einem Trainingslager in Frankreich auf die Weltmeisterschaften in Östersund vor, musste dieses aber zeitweise krankheitsbedingt unterbrechen.
Bei den Wettkämpfen in Schweden zeigte Fourcade allerdings keine verbesserte Laufleistung und wurde in Sprint und Verfolgung Fünfter bzw. Sechster. In der zweiten Woche der Weltmeisterschaften verschlechterten sich dann zusätzlich seine Schießleistungen, sodass er im Einzel mit vier Fehlern nur den 39. und im Massenstart mit fünf Fehlern nur den 24. Platz erreichte. Zudem schoss er als Schlussläufer die französische Staffel mit zwei Strafrunden vom dritten auf den sechsten Platz. Insgesamt blieb er damit zum ersten Mal seit seinem Debüt 2009 bei Biathlon-Weltmeisterschaften ohne Medaille.
In der Folge entschied Martin Fourcade sich, beim abschließenden Weltcup am Holmenkollen in Oslo nicht an den Start zu gehen und somit seine Saison zu beenden. Nach sieben Siegen in Folge landete er dadurch im Gesamtweltcup nur auf dem zwölften Platz und verpasste den Gewinn einer Kristallkugel.

### Saison 2019/20 – Weitere Erfolge und Rücktritt
Am 13. März 2020 erklärte Martin Fourcade in Kontiolahti zum Ende der Saison 2019/20 seinen Rücktritt vom aktiven Biathlonsport. Im Social Media schrieb er „Thanks for the journey – Time to say goodbye“ (deutsch Danke für die Reise – Zeit auf Wiedersehen zu sagen). Fast auf den Tag genau zehn Jahren nach seinem ersten Weltcup-Sieg am 14. März 2010 in Kontiolahti. Fourcade will in der Sportpolitik aktiv werden. Bei den Weltmeisterschaften in Antholz war er zuvor zum vierten Mal Weltmeister im Einzel geworden und hatte Bronze im Sprint gewonnen. Zusätzlich war es Fourcade dort erstmals gelungen, mit der Herrenstaffel den Weltmeistertitel zu erlangen. Seinen 79. Weltcupsieg holte er im letzten Rennen seiner Karriere in der Verfolgung in Kontiolahti, er verpasste den erneuten Gewinn des Gesamtweltcups nur um zwei Punkte. Johannes Thingnes Bø reichte ein vierter Platz, um den vor dem Rennen in Führung liegenden Fourcade von der Spitze des Gesamtweltcups zu verdrängen. Fourcade gewann in dieser Saison zum achten Mal den Sprintweltcup und zum fünften Mal den Einzelweltcup.

### Kontroversen
Als im Verfolgungsrennen im Dezember 2013 in Annecy sich der Schwede Fredrik Lindström und Martin Fourcade im Anstieg verhakten, schlug Fourcade mit seinem Stock nach Lindström. Obwohl die IBU gemäß ihrer Disziplinarregeln Art. 5.3 bis 5.8 für Unsportlichkeit diverse Strafen vorsieht, gab es gegen Fourcade keine disziplinarischen Maßnahmen.
Bei den Biathlon-Weltmeisterschaften 2017 verweigerten die Russen Anton Schipulin und Alexander Loginow Fourcade bei der Flower Ceremony zur Mixed-Staffel den Handschlag, woraufhin dieser „zunächst höhnisch applaudierte und dann direkt die Szenerie verließ.“ Loginow gab gegenüber der russischen Nachrichtenagentur TASS an, Fourcade habe ihm nicht die Hand schütteln wollen, woraufhin auch Schipulin sich umdrehte und dem Franzosen nicht zum zweiten Platz gratulierte. Im Vorfeld hatte Fourcade den russischen Biathlonverband dafür kritisiert, Loginow kurz nach dem Ablauf dessen zweijähriger Dopingsperre wegen Blutdopings mittels EPO für die Weltmeisterschaften zu nominieren. Fourcade hatte zudem angekündigt, ein Podium mit Loginow zu boykottieren. Auslöser bei den Weltmeisterschaften war das Verhalten Fourcades beim letzten Wechsel der Mixed-Staffel. Dieser war „in der Wechselzone einen Schlenker gelaufen und [hatte] dabei Loginows Ski gequert, der daraufhin stürzte“. Daraus ergab sich für Loginow, der seinen Rennabschnitt zu diesem Zeitpunkt bereits beendet hatte, kein Nachteil. Anton Schipulin erklärte das Verhalten seiner Mannschaft mit den Worten „Wir haben heute Situationen gesehen, in denen es viel Negativität der Franzosen gegen uns gegeben hat“ und merkte an, dass „das gesamte Verhalten […] nicht besonders nett“ war.
Im letzten Rennen der Saison 2016/17, dem Massenstart am Holmenkollen in Oslo, ging Fourcade ohne Munition ins Rennen. Als er beim ersten Schießen nach neuer Munition rief, wurde ihm diese vom Trainer zugeworfen. Obwohl gem. „IBU Veranstaltungs- und Wettkampfregeln“ 8.6.1 der Schießstandoffizielle die Munition holen und dem Athleten hätte geben müssen und die Disziplinarregeln in Art. 5.6.m eine Disqualifikation vorsehen, sah die Jury von Maßnahmen gegenüber dem Athleten ab. Obwohl klargestellt wurde, dass diese Vorgehensweise üblicherweise nicht erlaubt ist, wurde argumentiert, dass es zu hart wäre, Fourcade wegen eines Fehlers seines Trainers zu disqualifizieren. Diese Entscheidung rief teilweise heftige Reaktionen auf sozialen Netzwerken hervor.

## Bilanz
Martin Fourcade ist nicht nur der erfolgreichste Biathlet seiner Generation, sondern gehört auch zu den erfolgreichsten Biathleten der Geschichte.
Mit insgesamt 79 Weltcupsiegen liegt er auf Platz 2 der Bestenliste hinter dem Norweger Ole Einar Bjørndalen, der 94 Weltcupsiege vorweisen kann. Fourcade hält den Rekord von sieben Erfolgen im Gesamtweltcup vor Bjørndalen (6 Siege). Dabei gewann er alle sieben Titel in Folge und ist der einzige Biathlet, der den Gesamtweltcup häufiger als dreimal hintereinander gewann. Mit 26 Erfolgen in Disziplinenwertungen liegt er in dieser Bestenliste ebenfalls vor Bjørndalen (20). Seine fünf Siege im Einzelweltcup, acht Siege im Verfolgungsweltcup und fünf Siege im Massenstartweltcup (gemeinsam mit Bjørndalen) sind dabei Rekord. Zudem gelang es Fourcade viermal den Gesamtweltcup sowie alle vier Disziplinenwertungen in einer Saison zu gewinnen (2012/13, 2015/16, 2016/17 und 2017/18). Dies gelang außer ihm nur seinem Landsmann Raphaël Poirée (2003/04) und Johannes Thingnes Bø (2018/19).
Zusätzlich hält Fourcade auch einige weitere Rekorde im Biathlon-Weltcup. So stellte er in der Saison 2016/17 mit 1322 Weltcuppunkten eine neue Bestmarke auf. Schon zuvor hatte er hier den Rekord mit 1248 Punkten (Saison 2012/13) gehalten. Außerdem hält er den Rekord für meisten Podiumsplatzierungen in einer Saison (22, Saison 2016/17).
Fourcade gehört ebenfalls zu den erfolgreichsten Teilnehmern bei Biathlon-Weltmeisterschaften. Mit 28 Medaillen (13 × Gold, 10 × Silber, 5 × Bronze) liegt er auf Platz 2 der ewigen Bestenliste. In der Wertung der Einzeldisziplinen liegt er mit 11 × Gold, 4 × Silber, 3 × Bronze ebenfalls nur hinter Ole Einar Bjørndalen (11/6/9). Mit vier Gold- und einer Silbermedaille bei den Weltmeisterschaften 2016 in Oslo wurde Fourcade zum erfolgreichsten männlichen Biathlet bei einer Austragung der Weltmeisterschaften. Zudem ist er der einzige Biathlet, der bei sechs aufeinanderfolgenden Weltmeisterschaften immer mindestens eine Goldmedaille in einem Einzelrennen erzielte.
Bei seinen drei Teilnahmen bei Olympischen Winterspielen gewann Fourcade fünf Gold- und zwei Silbermedaillen.

## Statistik

### Olympische Winterspiele
|                                          | Einzelwettbewerbe | Einzelwettbewerbe | Einzelwettbewerbe | Einzelwettbewerbe | Staffelwettbewerbe | Staffelwettbewerbe |
| Sprint                                   | Verfolgung        | Einzel            | Massenstart       | Herrenstaffel     | Mixed-Staffel      |                    |
| ---------------------------------------- | ----------------- | ----------------- | ----------------- | ----------------- | ------------------ | ------------------ |
| Olympische Winterspiele 2010 Vancouver   | 35.               | 34.               | 14.               | 2.                | 6.                 | –                  |
| Olympische Winterspiele 2014 Sotschi     | 6.                | 1.                | 1.                | 2.                | 8.                 | 6.                 |
| Olympische Winterspiele 2018 Pyeongchang | 8.                | 1.                | 5.                | 1.                | 5.                 | 1.                 |

### Weltmeisterschaften
|                                                      | Einzelwettbewerbe | Einzelwettbewerbe | Einzelwettbewerbe | Einzelwettbewerbe | Staffelwettbewerbe | Staffelwettbewerbe |
| Sprint                                               | Verfolgung        | Einzel            | Massenstart       | Herrenstaffel     | Mixed-Staffel      |                    |
| ---------------------------------------------------- | ----------------- | ----------------- | ----------------- | ----------------- | ------------------ | ------------------ |
| Weltmeisterschaften 2009 Pyeongchang                 | 18.               | 8.                | 13.               | 15.               | 4.                 | –                  |
| Mixed-Staffel-Weltmeisterschaft 2010 Chanty-Mansijsk |                   |                   |                   |                   |                    | 5.                 |
| Weltmeisterschaften 2011 Chanty-Mansijsk             | 2.                | 1.                | 10.               | 10.               | 12.                | 3.                 |
| Weltmeisterschaften 2012 Ruhpolding                  | 1.                | 1.                | 25.               | 1.                | 2.                 | 11.                |
| Weltmeisterschaften 2013 Nové Město na Moravě        | 2.                | 2.                | 1.                | 10.               | 2.                 | 2.                 |
| Weltmeisterschaften 2015 Kontiolahti                 | 12.               | 7.                | 1.                | 10.               | 3.                 | 2.                 |
| Weltmeisterschaften 2016 Oslo                        | 1.                | 1.                | 1.                | 2.                | 9.                 | 1.                 |
| Weltmeisterschaften 2017 Hochfilzen                  | 3.                | 1.                | 3.                | 5.                | 2.                 | 2.                 |
| Weltmeisterschaften 2019 Östersund                   | 6.                | 5.                | 39.               | 24.               | 6.                 | 8.                 |
| Weltmeisterschaften 2020 Antholz                     | 3.                | 4.                | 1.                | 7.                | 1.                 | 7.                 |

### Weltcupsiege
| Nr. | Datum             | Ort                       | Disziplin            |
| --- | ----------------- | ------------------------- | -------------------- |
| 1.  | 14. März 2010     | Kontiolahti               | Verfolgung (12,5 km) |
| 2.  | 18. März 2010     | Oslo                      | Sprint (10 km)       |
| 3.  | 20. März 2010     | Oslo                      | Verfolgung (12,5 km) |
| 4.  | 22. Januar 2011   | Antholz                   | Massenstart (15 km)  |
| 5.  | 13. Februar 2011  | Fort Kent                 | Massenstart (15 km)  |
| 6.  | 06. März 2011     | Chanty-Mansijsk (WM)      | Verfolgung (12,5 km) |
| 7.  | 30. November 2011 | Östersund                 | Einzel (20 km)       |
| 8.  | 04. Dezember 2011 | Östersund                 | Verfolgung (12,5 km) |
| 9.  | 11. Februar 2012  | Kontiolahti               | Sprint (10 km)       |
| 10. | 03. März 2012     | Ruhpolding (WM)           | Sprint (10 km)       |
| 11. | 4. März 2012      | Ruhpolding (WM)           | Verfolgung (12,5 km) |
| 12. | 11. März 2012     | Ruhpolding (WM)           | Massenstart (15 km)  |
| 13. | 16. März 2012     | Chanty-Mansijsk           | Sprint (10 km)       |
| 14. | 17. März 2012     | Chanty-Mansijsk           | Verfolgung (12,5 km) |
| 15. | 28. November 2012 | Östersund                 | Einzel (20 km)       |
| 16. | 02. Dezember 2012 | Östersund                 | Verfolgung (12,5 km) |
| 17. | 12. Januar 2013   | Ruhpolding                | Sprint (10 km)       |
| 18. | 13. Januar 2013   | Ruhpolding                | Massenstart (15 km)  |
| 19. | 14. Februar 2013  | Nové Město na Moravě (WM) | Einzel (20 km)       |
| 20. | 02. März 2013     | Oslo                      | Verfolgung (12,5 km) |
| 21. | 07. März 2013     | Sotschi                   | Einzel (20 km)       |
| 22. | 09. März 2013     | Sotschi                   | Sprint (10 km)       |
| 23. | 15. März 2013     | Chanty-Mansijsk           | Sprint (10 km)       |
| 24. | 17. März 2013     | Chanty-Mansijsk           | Massenstart (15 km)  |
| 25. | 28. November 2013 | Östersund                 | Einzel (20 km)       |
| 26. | 30. November 2013 | Östersund                 | Sprint (10 km)       |
| 27. | 08. Dezember 2013 | Hochfilzen                | Verfolgung (12,5 km) |
| 28. | 05. Januar 2014   | Oberhof                   | Massenstart (15 km)  |
| 29. | 23. März 2014     | Oslo                      | Massenstart (15 km)  |
| 30. | 06. Dezember 2014 | Östersund                 | Sprint (10 km)       |
| 31. | 07. Dezember 2014 | Östersund                 | Verfolgung (12,5 km) |
| 32. | 14. Dezember 2014 | Hochfilzen                | Verfolgung (12,5 km) |
| 33. | 10. Januar 2015   | Oberhof                   | Sprint (10 km)       |
| 34. | 11. Januar 2015   | Oberhof                   | Massenstart (15 km)  |
| 35. | 12. Februar 2015  | Oslo                      | Einzel (20 km)       |
| 36. | 12. März 2015     | Kontiolahti (WM)          | Einzel (20 km)       |
| 37. | 19. März 2015     | Chanty-Mansijsk           | Sprint (10 km)       |
| 38. | 05. Dezember 2015 | Östersund                 | Sprint (10 km)       |
| 39. | 06. Dezember 2015 | Östersund                 | Verfolgung (12,5 km) |
| 40. | 12. Dezember 2015 | Hochfilzen                | Verfolgung (12,5 km) |
| 41. | 10. Januar 2016   | Ruhpolding                | Massenstart (15 km)  |
| 42. | 13. Januar 2016   | Ruhpolding                | Einzel (20 km)       |
| 43. | 04. Februar 2016  | Canmore                   | Sprint (10 km)       |
| 44. | 12. Februar 2016  | Presque Isle              | Verfolgung (12,5 km) |
| 45. | 05. März 2016     | Oslo (WM)                 | Sprint (10 km)       |
| 46. | 06. März 2016     | Oslo (WM)                 | Verfolgung (12,5 km) |
| 47. | 10. März 2016     | Oslo (WM)                 | Einzel (20 km)       |
| 48. | 01. Dezember 2016 | Östersund                 | Einzel (20 km)       |
| 49. | 03. Dezember 2016 | Östersund                 | Sprint (10 km)       |
| 50. | 09. Dezember 2016 | Pokljuka                  | Sprint (10 km)       |
| 51. | 10. Dezember 2016 | Pokljuka                  | Verfolgung (12,5 km) |
| 52. | 15. Dezember 2016 | Nové Město na Moravě      | Sprint (10 km)       |
| 53. | 17. Dezember 2016 | Nové Město na Moravě      | Verfolgung (12,5 km) |
| 54. | 18. Dezember 2016 | Nové Město na Moravě      | Massenstart (15 km)  |
| 55. | 07. Januar 2017   | Oberhof                   | Verfolgung (12,5 km) |
| 56. | 13. Januar 2017   | Ruhpolding                | Sprint (10 km)       |
| 57. | 15. Januar 2017   | Ruhpolding                | Verfolgung (12,5 km) |
| 58. | 12. Februar 2017  | Hochfilzen (WM)           | Verfolgung (12,5 km) |
| 59. | 04. März 2017     | Pyeongchang               | Verfolgung (12,5 km) |
| 60. | 10. März 2017     | Kontiolahti               | Sprint (10 km)       |
| 61. | 19. März 2017     | Oslo                      | Massenstart (15 km)  |
| 62. | 03. Dezember 2017 | Östersund                 | Verfolgung (12,5 km) |
| 63. | 17. Dezember 2017 | Le Grand-Bornand          | Massenstart (15 km)  |
| 64. | 05. Januar 2018   | Oberhof                   | Sprint (10 km)       |
| 65. | 06. Januar 2018   | Oberhof                   | Verfolgung (12,5 km) |
| 66. | 10. Januar 2018   | Ruhpolding                | Einzel (20 km)       |
| 67. | 21. Januar 2018   | Antholz                   | Massenstart (15 km)  |
| 68. | 17. März 2018     | Oslo                      | Verfolgung (12,5 km) |
| 69. | 22. März 2018     | Tjumen                    | Sprint (10 km)       |
| 70. | 24. März 2018     | Tjumen                    | Verfolgung (12,5 km) |
| 71. | 06. Dezember 2018 | Pokljuka                  | Einzel (20 km)       |
| 72. | 15. Dezember 2018 | Hochfilzen                | Verfolgung (12,5 km) |
| 73. | 04. Dezember 2019 | Östersund                 | Einzel (20 km)       |
| 74. | 10. Januar 2020   | Oberhof                   | Sprint (10 km)       |
| 75. | 12. Januar 2020   | Oberhof                   | Massenstart (15 km)  |
| 76. | 16. Januar 2020   | Ruhpolding                | Sprint (10 km)       |
| 77. | 19. Januar 2020   | Ruhpolding                | Verfolgung (12,5 km) |
| 78. | 19. Februar 2020  | Antholz (WM)              | Einzel (20 km)       |
| 79. | 14. März 2020     | Kontiolahti               | Verfolgung (12,5 km) |

| Nr. | Datum             | Ort          | Disziplin              |
| --- | ----------------- | ------------ | ---------------------- |
| 1.  | 06. Dezember 2009 | Östersund    | Staffel 1              |
| 2.  | 22. Januar 2012   | Antholz      | Staffel 2              |
| 3.  | 10. Januar 2013   | Ruhpolding   | Staffel 2              |
| 4.  | 20. Januar 2013   | Antholz      | Staffel 2              |
| 5.  | 19. Januar 2014   | Antholz      | Staffel 2              |
| 6.  | 30. November 2014 | Östersund    | Mixed-Staffel 3        |
| 7.  | 07. Februar 2016  | Canmore      | Single-Mixed-Staffel 4 |
| 8.  | 03. März 2016     | Oslo (WM)    | Mixed-Staffel 5        |
| 9.  | 27. November 2016 | Östersund    | Single-Mixed-Staffel 4 |
| 10. | 11. Dezember 2016 | Pokljuka     | Staffel 6              |
| 11. | 05. März 2017     | Pyeongchang  | Staffel 7              |
| 12. | 02. Dezember 2018 | Pokljuka     | Mixed-Staffel 8        |
| 13. | 18. Januar 2020   | Ruhpolding   | Staffel 9              |
| 14. | 22. Februar 2020  | Antholz (WM) | Staffel 9              |

### Weltcupwertungen
Ergebnisse bei Biathlon-Weltcups (Disziplinen- und Gesamtweltcup) gemäß Punktesystem
| Saison  | Einzel | Einzel | Sprint | Sprint | Verfolgung | Verfolgung | Massenstart | Massenstart | Gesamt | Gesamt |
| Saison  | Platz  | Punkte | Platz  | Punkte | Platz      | Punkte     | Platz       | Punkte      | Platz  | Punkte |
| ------- | ------ | ------ | ------ | ------ | ---------- | ---------- | ----------- | ----------- | ------ | ------ |
| 2007/08 | –      | –      | –      | 0      | –          | –          | –           | –           | –      | 0      |
| 2008/09 | 41.    | 33     | 31.    | 121    | 19.        | 118        | 25.         | 73          | 24.    | 345    |
| 2009/10 | 8.     | 98     | 8.     | 254    | 1.         | 190        | 8.          | 159         | 5.     | 719 ∗  |
| 2010/11 | 3.     | 133    | 4.     | 303    | 2.         | 321        | 2.          | 233         | 3.     | 990    |
| 2011/12 | 4.     | 107    | 1.     | 425    | 1.         | 385        | 3.          | 202         | 1.     | 1100 ∗ |
| 2012/13 | 1.     | 180    | 1.     | 485    | 1.         | 389        | 1.          | 248         | 1.     | 1248 ∗ |
| 2013/14 | 8.     | 60     | 1.     | 402    | 1.         | 298        | 1.          | 174         | 1.     | 934    |
| 2014/15 | 2.     | 120    | 1.     | 416    | 1.         | 335        | 3.          | 186         | 1.     | 1042 ∗ |
| 2015/16 | 1.     | 140    | 1.     | 379    | 1.         | 391        | 1.          | 242         | 1.     | 1151 ∗ |
| 2016/17 | 1.     | 162    | 1.     | 484    | 1.         | 502        | 1.          | 248         | 1.     | 1322 ∗ |
| 2017/18 | 1.     | 108    | 1.     | 384    | 1.         | 396        | 1.          | 250         | 1.     | 1116 ∗ |
| 2018/19 | 12.    | 62     | 11.    | 231    | 10.        | 223        | 12.         | 132         | 12.    | 648    |
| 2019/20 | 1.     | 174    | 1.     | 360    | 2.         | 230        | 3.          | 203         | 2.     | 911 ∗  |

### Biathlon-Weltcup-Platzierungen
Die Tabelle zeigt alle Platzierungen (je nach Austragungsjahr einschließlich Olympische Spiele und Weltmeisterschaften).
- 1.–3. Platz: Anzahl der Podiumsplatzierungen
- Top 10: Anzahl der Platzierungen unter den ersten zehn (einschließlich Podium)
- Punkteränge: Anzahl der Platzierungen innerhalb der Punkteränge (einschließlich Podium und Top 10)
- Starts: Anzahl gelaufener Rennen in der jeweiligen Disziplin
- Staffel: inklusive Mixed- und Single-Mixed-Staffeln

| Platzierung | Einzel | Sprint | Verfolgung | Massenstart | Staffel | Gesamt |
| ----------- | ------ | ------ | ---------- | ----------- | ------- | ------ |
| 1. Platz    | 14     | 23     | 28         | 14          | 14      | 93     |
| 2. Platz    | 3      | 18     | 11         | 7           | 14      | 53     |
| 3. Platz    | 3      | 12     | 9          | 2           | 7       | 33     |
| Top 10      | 24     | 76     | 69         | 43          | 58      | 270    |
| Punkteränge | 30     | 98     | 79         | 55          | 61      | 323    |
| Starts      | 33     | 106    | 80         | 55          | 61      | 335    |

## Werke
- Martin Fourcade – Mein Traum von Gold und Schnee. Copress Verlag, Grünwald 2018, ISBN 978-3-7679-1225-0.